# セーラーズ (お笑いコンビ)
セーラーズは、かつて活動していた女性漫才師。

## 来歴
1981年コンビ結成、当時のコンビ名は「ゆきやこんこん・あられやこんこん」。
桂三枝（現・六代桂文枝）の命名で「セーラーズ」と改名（それぞれの芸名はアイとエル）。一時「セーラーズてる子・あかね」を名乗った。
1996年11月に、漫才協会初の女性コンビとして真打に昇進した。2005年に解散。
所属事務所は吉本興業大阪から太田プロを経て吉本興業東京。その後は無所属。

## メンバー
- セーラーズてる子（本名:柴田照子、1963年3月6日 - ）

東京都中央区築地出身。高校時代に女優やナレーターで活躍。
- セーラーズあかね（本名:大矢洋子、1964年1月6日 - ）

神奈川県大和市出身。お茶の水タイピスト学院カレッジコース卒業。 1978年4月吉本興業の吉本新喜劇で初舞台。一時期色物（漫談）で落語芸術協会に所属していたが、現在は退会している。吉本の芸人は引退したが、吉本興業に社員として勤めている。2019年、吉本スタッフとして本名で吉本坂46の二期生オーディションに応募。二次選考まで残ったが、二次審査後の得票ポイントは1,340pt・267位で三次選考には残らなかった。別芸名：大矢茜。

## 出演番組
- BSふれあいホール お楽しみ寄席（NHK）
- 年忘れ漫才競演（NHK）